# Sedlec-Prčice
Sedlec-Prčice (německy Sedletz a Pertschitz) je město v okrese Příbram ve Středočeském kraji, asi 12 km jihovýchodně od Sedlčan. Žije zde přibližně 2 900 obyvatel.
Skládá se z města Sedlec a městyse Prčice, sloučených v roce 1957, a dalších 34 částí obce, které jsou vesnicemi a osadami.
Historická jádra obou částí dvojměstí jsou součástí městské památkové zóny Sedlec-Prčice.
V současnosti je město zřejmě nejvíce proslulé pořádáním tradičního pochodu Praha-Prčice.

## Geografie
Pro okolí Sedlce-Prčice se koncem 19. století vžilo pojmenování Český Meran, to proto, že je nápadně podobné krajině kolem italského města Merano. Tak nazval Sedleckou kotlinu asi před 130 lety profesor táborského gymnázia Václav Křížek při školním výletu, srovnával pohled z vrchu s pohledem na alpský sestup k městečku Meran (italsky Merano).

## Historie
Starší a historicky významnější je Prčice, dokládaná již v 11. století. Náležela pánu Vítkovi z Prčice, od něhož odvozují svůj původ nejstarší české šlechtické rody Vítkovců, resp. Rožmberků, páni z Hradce, páni z Landštejna a páni z Ústí.
Městečka a jejich okolí byla poznamenána třicetiletou válkou a těžce zasažena neúrodou a velkým hladomorem v českých zemích v letech 1770–1772, který připomínají i kříže a pomníčky v okolí. Zachovala si víceméně dodnes svůj venkovský charakter, zejména kvůli absenci průmyslu způsobené nepřítomností železničního spojení. Železnice Praha - Budějovice byla v 19. století vedena 10–15 km východně od obou městeček, nejbližší železniční stanice je v obci Heřmaničky cca 6 km severovýchodně. Od 19. století do reformy v roce 1961 byl Sedlec okresním městem.

### 2. světová válka
Město bylo tragicky zasaženo na konci druhé světové války, kdy 7. května 1945 projíždějící jednotky SS vypálily sedleckou školu, v níž povstalí Češi drželi německé zajatce, a postřílely 21 místních občanů. Událost připomínají pomník v místě neštěstí a společný hrob obětí na sedleckém hřbitově.

## Obecní správa

### Části města
- Bolechovice (k. ú. Bolechovice I)
- Bolešín (k. ú. Uhřice u Sedlce)
- Božetín (k. ú. Vrch otice)
- Divišovice (k. ú. Divišovice)
- Dvorce (k. ú. Dvorce u Sedlce)
- Chotětice (k. ú. Divišovice)
- Jetřichovice (k. ú. Jetřichovice)
- Kvasejovice (k. ú. Kvasejovice)
- Kvašťov (k. ú. Přestavlky u Sedlce)
- Lidkovice (k. ú. Měšetice)
- Malkovice (k. ú. Kvasejovice)
- Matějov (k. ú. Kvasejovice)
- Měšetice (k. ú. Měšetice)
- Monín (k. ú. Vrchotice)
- Moninec (k. ú. Jetřichovice)
- Mrákotice (k. ú. Divišovice)
- Myslkov (k. ú. Nové Dvory u Kvasejovic)
- Náhlík (k. ú. Vrchotice)
- Násilov (k. ú. Vrchotice)
- Nové Dvory (k. ú. Nové Dvory u Kvasejovic)
- Prčice (k. ú. Prčice)
- Přestavlky (k. ú. Přestavlky u Sedlce)
- Rohov (k. ú. Dvorce u Sedlce)
- Sedlec (k. ú. Sedlec u Votic)
- Staré Mitrovice (k. ú. Dvorce u Sedlce)
- Stuchanov (k. ú. Kvasejovice)
- Sušetice (k. ú. Sušetice)
- Šanovice (k. ú. Šanovice)
- Uhřice (k. ú. Uhřice u Sedlce)
- Včelákova Lhota (k. ú. Vrchotice)
- Veletín (k. ú. Veletín)
- Víska (k. ú. Dvorce u Sedlce)
- Vozerovice (k. ú. Bolechovice I)
- Vrchotice (k. ú. Vrchotice)
- Záběhlice (k. ú. Dvorce u Sedlce)
- Záhoří a Kozinec (k. ú. Jetřichovice)

Součástí města je také základní sídelní jednotka Na Františku. Matějov se dále dělí na Dolní Matějov a Horní Matějov, které jsou také základními sídelními jednotkami. K městu patří také Brandíra, Bucek, Buckovna, Grošíček, Jankov, Koblázka, Kužel, Milkov, Mlejnec, Myslivna, Na Jezerech, Na Zavadilce, Nová Hospoda, Podhoří, U Šiků a Zahrádky.
Sousedními obcemi sídla jsou Borotín, Jesenice, Nadějkov, Jistebnice, Červený Újezd, Heřmaničky, Nedrahovice, Nechvalice, Kosova Hora, Ješetice a Střezimíř.
Dvojměstí vzniklo 6. září 1957 sloučením původně samostatných obcí, města Sedlec (dříve též Sedlec u Sedlčan, Sedlec na dráze Františka Josefa, Sedlec na dráze Wilsonově, Sedlec u Votic) a městyse Prčice, které spolu těsně sousedí.
V letech 1960–2006 město leželo v okrese Benešov.

### Historie územněsprávního začlenění
Dějiny územněsprávního začleňování zahrnují období od roku 1850 do současnosti. V chronologickém přehledu je uvedena územně administrativní příslušnost obce v roce, kdy ke změně došlo:
- 1850 země česká, kraj České Budějovice, politický okres Milevsko, soudní okres Sedlec[6]
- 1855 země česká, kraj Tábor, soudní okres Sedlec
- 1868 země česká, politický okres Sedlčany, soudní okres Sedlec
- 1939 země česká, Oberlandrat Tábor, politický okres Sedlčany, soudní okres Sedlec[7]
- 1942 země česká, Oberlandrat Praha, politický okres Sedlčany, soudní okres Sedlec[8]
- 1945 země česká, správní okres Sedlčany, soudní okres Sedlec[9]
- 1949 Pražský kraj, okres Sedlčany[10]
- 1960 Středočeský kraj, okres Benešov
- 2003 Středočeský kraj, okres Benešov, obec s rozšířenou působností Sedlčany
- 2007 Středočeský kraj, okres Příbram, obec s rozšířenou působností Sedlčany

## Společnost

### Rok 1932
Ve městě Sedlec na Wilsonově dráze (883 obyvatel, město se později stala součástí města Sedlec-Prčice) byly v roce 1932 evidovány tyto živnosti a obchody (výběr): poštovní úřad, telefonní úřad, telegrafní úřad, okresní soud, důchodkový kontrolní úřad, četnická stanice, katol. kostel, 3 lékaři, zvěrolékař, notář, 2 autodopravci, Městský biograf, elektrárna, fotoateliér, 4 hostince, 2 hotely (Na Knížecí, Záložna), lékárna, 2 mlýny, pila, Občanská záložna v Sedlci, Okresní záložna hospodářská, školkařsko-semenářské družstvo, zubní ateliér.
Ve městě Prčice (788 obyvatel, město se později stala součástí města Sedlec-Prčice) byly v roce 1932 evidovány tyto živnosti a obchody (výběr): poštovní úřad, telefonní úřad, telegrafní úřad, katol. kostel, synagoga, klášter milosrdných sester, nemocnice, společenstvo smíšených živností, 2 nákladní autodopravci, cihelna, 3 hostince, kamnář, kapelník, továrna na likéry, 3 mlýny, pila, spořitelní a záložní spolek pro Prčice, 2 stavitelé, strojírna, velkostatek.
V obci Divišovice (přísl. Dobrošovice, Mrákotice, Vršovice, 417 obyvatel, samostatná obec se později stala součástí města Sedlec-Prčice) byly v roce 1932 evidovány tyto živnosti a obchody: 3 hostince, 2 kováři, 2 mlýny, 7 rolníků, obchod se smíšeným zbožím, 3 trafiky.
Ve vsi Jetřichovice (přísl. Cunkov, Javoří, Alenina Lhota, Moninec, Ounuz, Záhoří a Kozinec, 498 obyvatel, samostatná ves se později stala součástí města Sedlec-Prčice) byly v roce 1932 evidovány tyto živnosti a obchody: družstvo pro rozvod elektrické energie pro Jetřichovice, Sánovice a Uhřice, 3 hostince, 3 koláři, 2 kováři, krejčí, obuvník, plletárna, 2 řezníci, 2 obchody se smíšeným zbožím, švadlena, 2 trafiky, velkostatek.
V obci Měšetice (přísl. Lidkovice, 347 obyvatel, samostatná obec se později stala součástí města Sedlec-Prčice) byly v roce 1932 evidovány tyto živnosti a obchody: bednář, 2 hostince, kolář, kovář, lihovar, mlýn, rolník, trafika, velkostatek.
V obci Přestavlky (přísl. Dvorce, Kvašťov, Rohov, Staré Mitrovice, Víska, Záběhlice, 662 obyvatel, samostatná obec se později stala součástí města Sedlec-Prčice) byly v roce 1932 evidovány tyto živnosti a obchody: 2 cihelny, družstvo pro rozvod elektrické energie v Přestavlkách, holič, 3 hostince, kolář, kovář, 2 mlýny, škrobárna, 2 švadleny, 4 trafiky, velkostatek.
V obci Uhřice (přísl. Boletín, 167 obyvatel, samostatná obec se později stala součástí města Sedlec-Prčice) byly v roce 1932 evidovány tyto živnosti a obchody: hostinec, družstevní lihovar, 2 mlýny, 2 pily, 3 rolníci, švadlena, trafika, truhlář, velkostatek, zámečník.

## Náboženství
Římskokatoličtí věřící patří do místní římskokatolické farnosti Sedlec-Prčice. Je součástí benešovského vikariátu v rámci pražské arcidiecéze .

## Pamětihodnosti
- Kostel svatého Jeronýma (Sedlec)
- Most Karla Burky
- Prčice (zámek)
- Kostel svatého Vavřince (Prčice)
- Bolechovice (zámek)
- Jetřichovice (zámek)
- Lidkovice (zámek)
- Měšetice (tvrz)
- Vrchotice (tvrz)
- Nové Mitrovice (zámek), zámek v Přestavlkách
- Staré Mitrovice (tvrz)
- Uhřice (tvrz)

## Osobnosti
- Prokop Chocholoušek (1819–1864), český novinář a spisovatel
- Josef Paukner (1847–1906), český hudební skladatel
- Miloš Ondřej (1940–2012), český botanik a vysokoškolský pedagog
- Vítek z Prčice
- Karel Chaba (1925–2009), český malíř
- Jiří Načeradský (1939–2014), český malíř zastoupený také v Centre Pompidou v Paříži

## Doprava

### Dopravní síť
Městem vedou silnice II/120 Klimětice – Sedlec-Prčice – Borotín – Mladá Vožice a II/121 Votice – Sedlec-Prčice – Milevsko – Mirotice – Buzice – Blatná. Do města dále vedou silnice III. třídy. Železniční trať ani stanice či zastávka na území obce nejsou.

### Autobusová doprava 2024
Autobusovou dopravu ve městě Sedlec-Prčice zajišťují společnosti Arriva Střední Čechy, Bus Line Jižní Čechy, ČSAD Benešov a COMETT PLUS. Město je součástí Pražské integrované dopravy (PID). Ve městě se nacházejí zastávky Sedlec-Prčice,Divišovická, Sedlec-Prčice,nám. a Sedlec-Prčice,Prčice. Mezi další zastávky spadající pod město jsou Sedlec-Prčice,Divišovice, Sedlec-Prčice,Dvorce, Sedlec-Prčice,Chotětice, Sedlec-Prčice,Jetřichovice,Sedlec-Prčice,Jetřichovice,Záhoří, Sedlec-Prčice,Kvasejovice, Sedlec-Prčice,Malkovice, Sedlec-Prčice,Malkovice,rozc., Sedlec-Prčice,Matějov, Sedlec-Prčice,Měšetice, Sedlec-Prčice,Mrákotice, Sedlec-Prčice,Myslkov, Sedlec-Prčice,Nové Dvory, Sedlec-Prčice,Nové Dvory,rozc.Myslkov, Sedlec-Prčice,rozc.Mrákotice, Sedlec-Prčice,Rozc.Násilov, Sedlec-Prčice,rozc.Přestavlky, Sedlec-Prčice,rozc.Rohov, Sedlec-Prčice,Staré Mitrovice, Sedlec-Prčice,Sušetice, Sedlec-Prčice,Sušetice,U Šiků, Sedlec-Prčice,Uhřice, Sedlec-Prčice,u Milotů, Sedlec-Prčice,Veletín, Sedlec-Prčice,Veletín,rozc., Sedlec-Prčice,Vrchotice, Sedlec-Prčice,Vrchotice,Na Františku a Sedlec-Prčice,Záběhlice. V místních částech Bolechovice, Bolešín, Božetín, Kvašťov, Lidkovice, Monín, Moninec, Náhlík, Přestavlky, Stuchanov, Šanovice, Včelákova Lhota, Víska, Vozerovice, Záhoří a Kozinec se autobusové zastávky nenacházejí. Město obsluhují autobusové linky 451, 454, 513 a 559. Autobusová linka 451 spojuje Sedlec-Prčice s Heřmaničkami a Voticemi a na druhou stranu s Červeným Újezdem, Střezimíří a Borotínem. Linka 454 spojuje Sedlčany s Táborem přes Nedrahovice, Jesenici, Sedlec-Prčice, Nadějkov, Jistebnici, Radkov a Balkovu Lhotu. Linka 513 spojuje Sedlčany, Nedrahovice, Jesenici, Sedlec-Prčice a Vrchotice. Linka 559 propojuje město s Nechvalicemi a Sedlčany.

## Turistika
- Cyklistika – Městem vedou cyklotrasy č. 11 Praha - Neveklov - Kosova Hora - Sedlec-Prčice - Tábor, č. 0042 Jesenice - Sedlec-Prčice - Heřmaničky - Jankov, č. 0074 Jesenice - Veletín - Cunkov - Jistebnice, č. 1154 Orlík n.Vlt. - Kostelec n. Vlt. - Kovářov - Chyšky - Veletín - Sedlec-Prčice a č. 7143 Petrovice - Nechvalice - Nové Dvory.
- Pěší turistika – Územím města procházejí turistické trasy  Kosova Hora - Jesenice - Matějov - Jistebnice,  Nuzov, - Ješetice - Sedelec - Veletín - Obděnice,  Mitrovice - Kvašťov - Prčice - Sedlec - Matějov - Radešice - Obděnice,  Heřmaničky - Kvašťov - Prčice - Sedlec - Jetřichovice - Ounuz - Nadějkov a  Kvasejovice - Zvěřinec - Novvé Dvory - Počepice.

## Galerie

Sedlec - Prčice
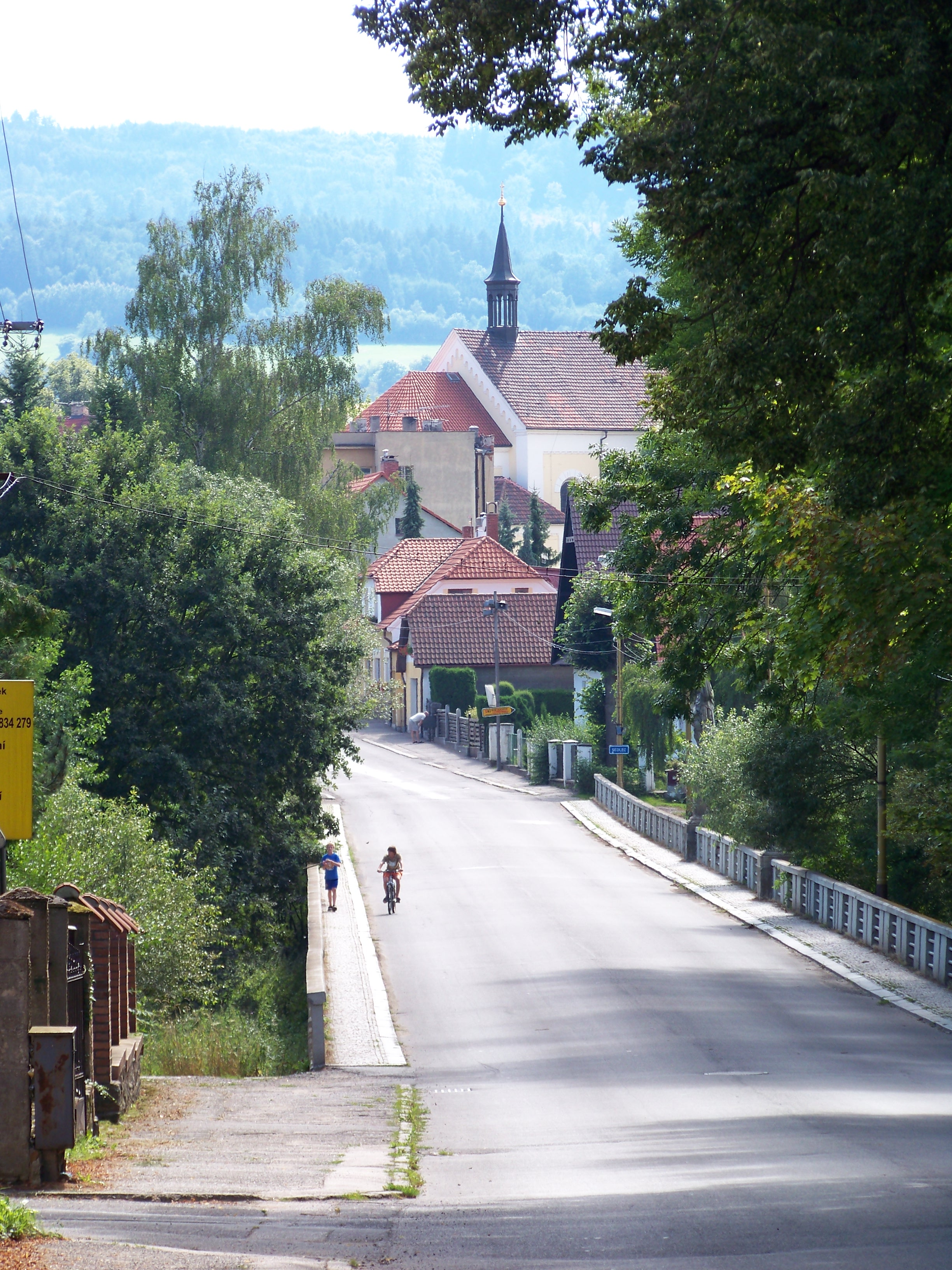
Most Karla Burky
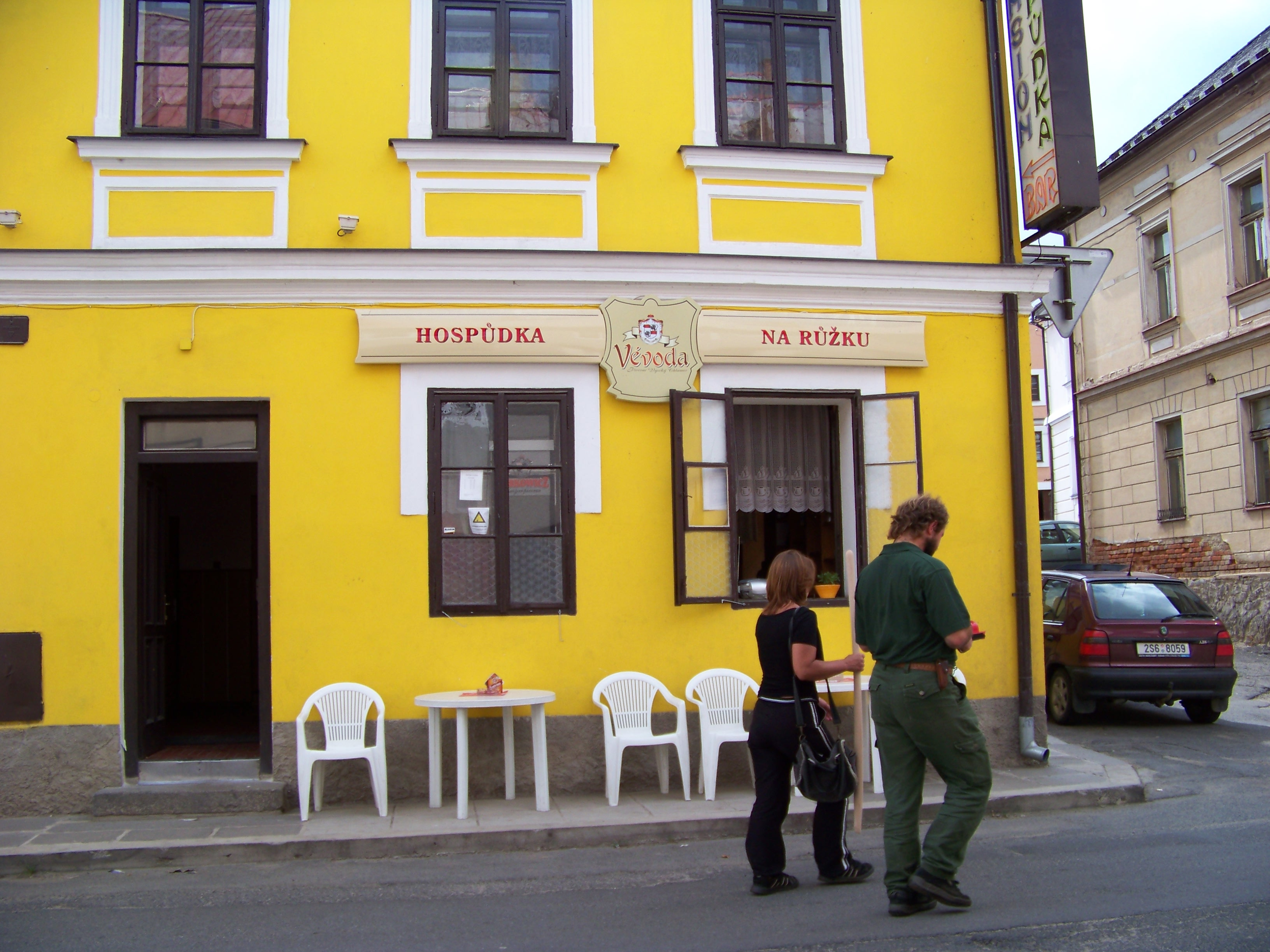
Hospůdka Na Růžku
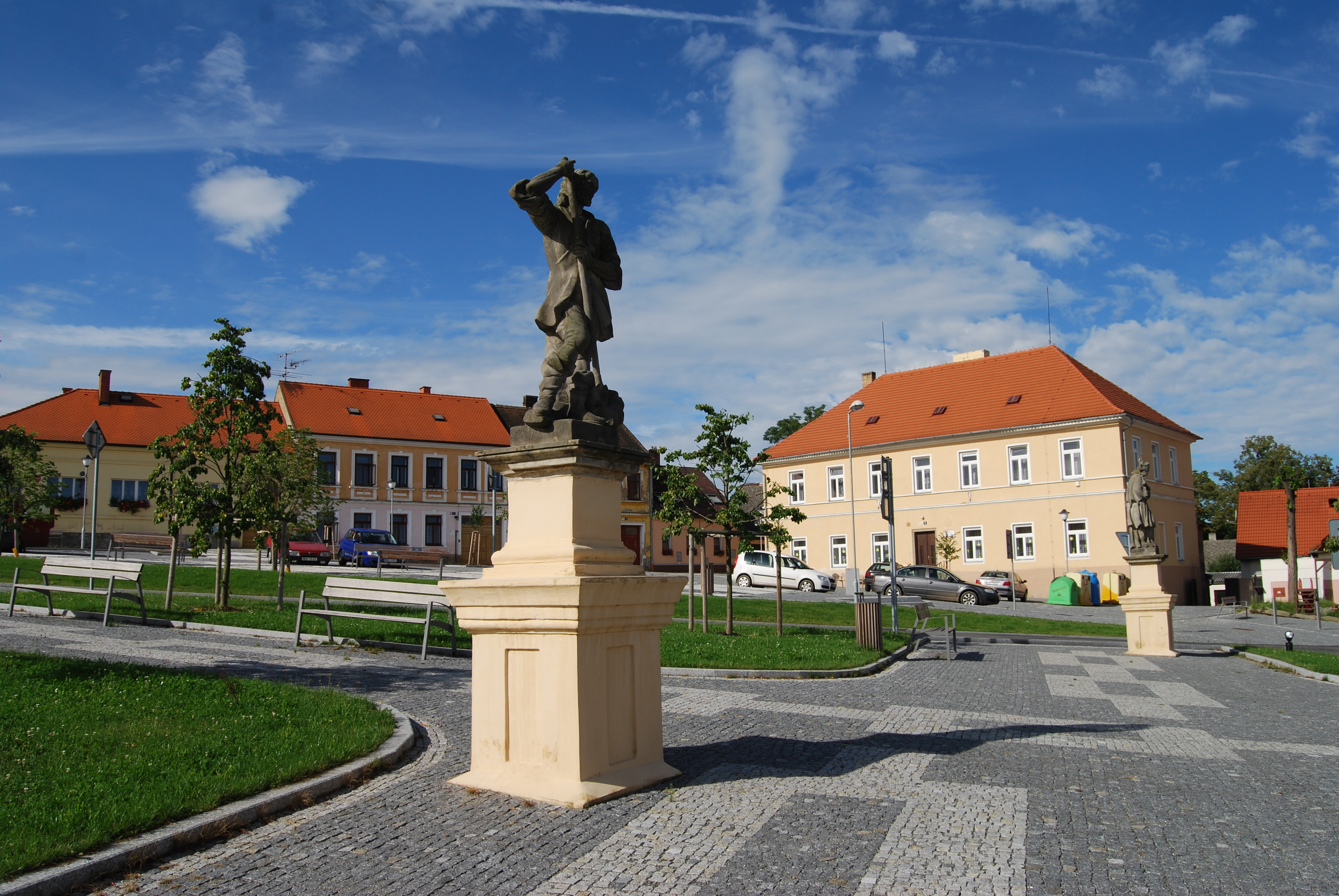
Prčice
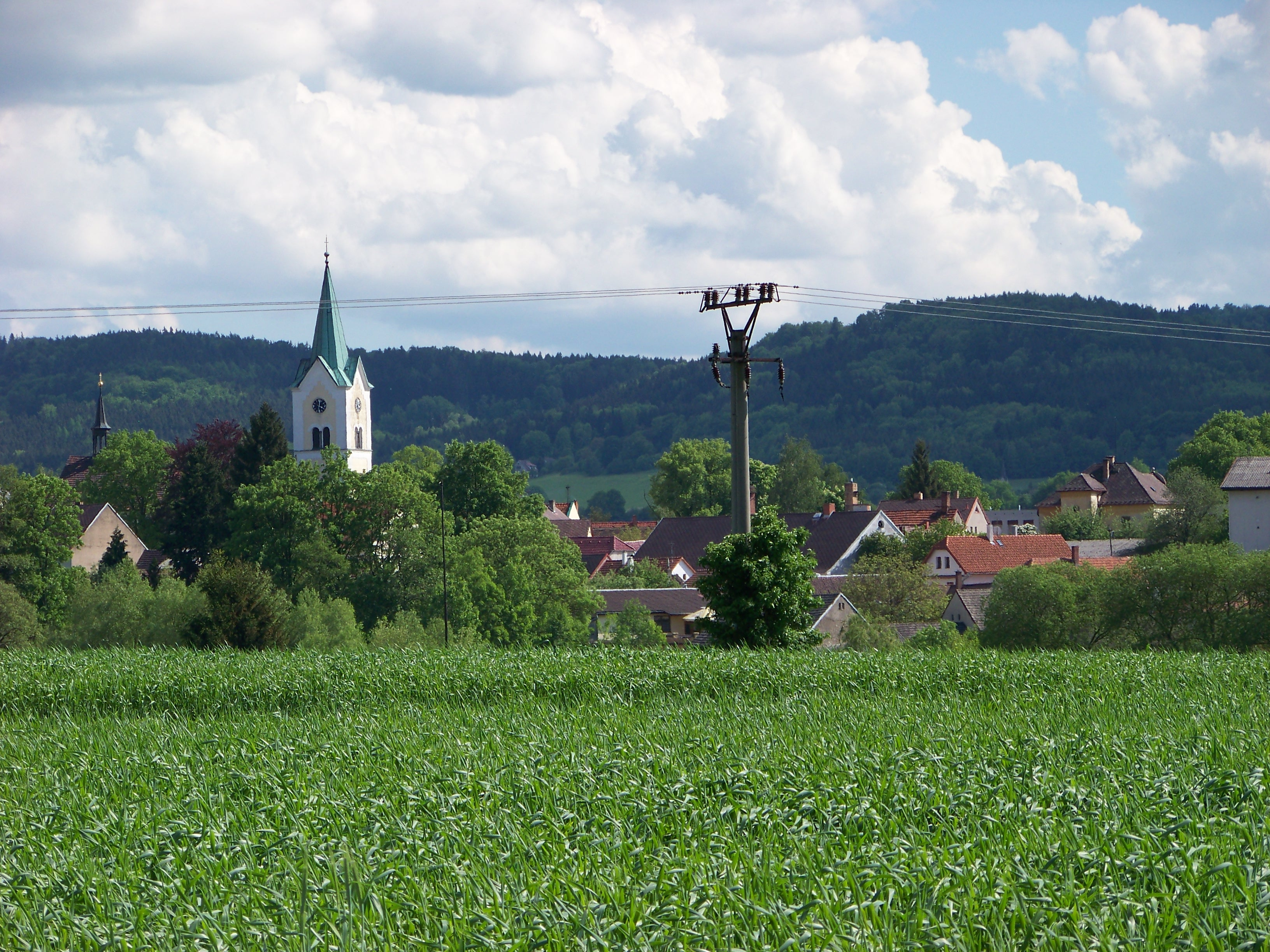
Sedlec od severu
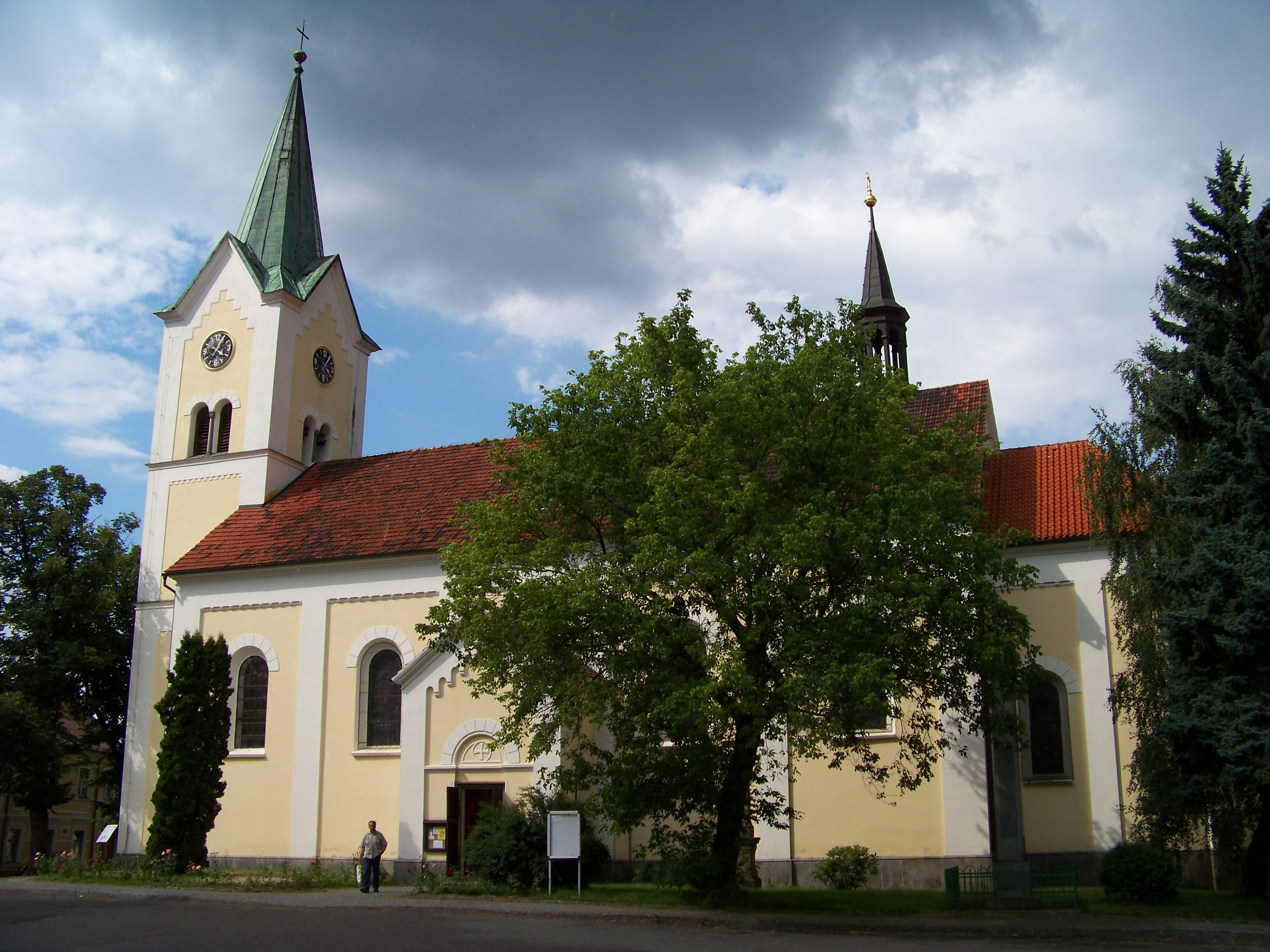
Kostel
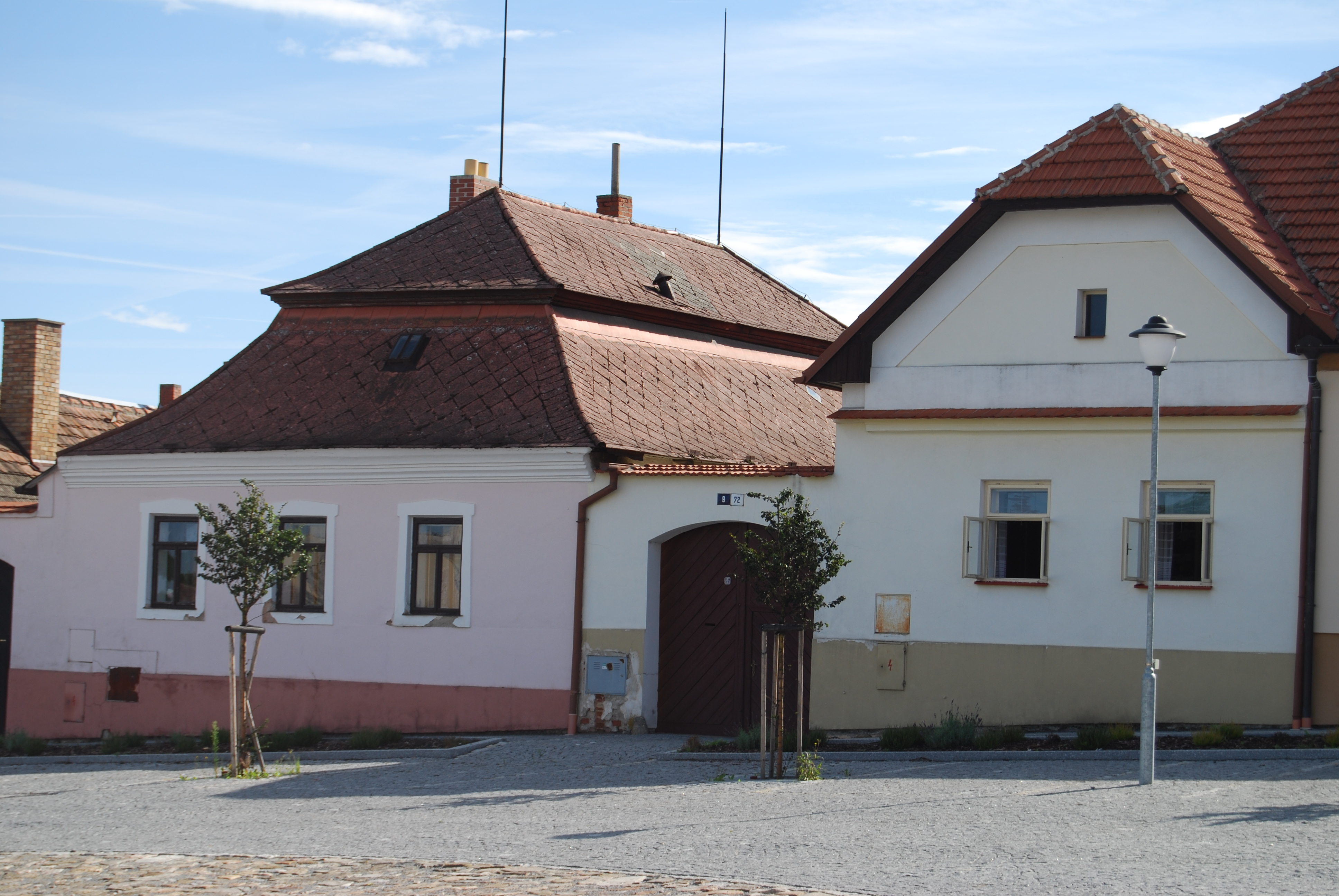
Stavení
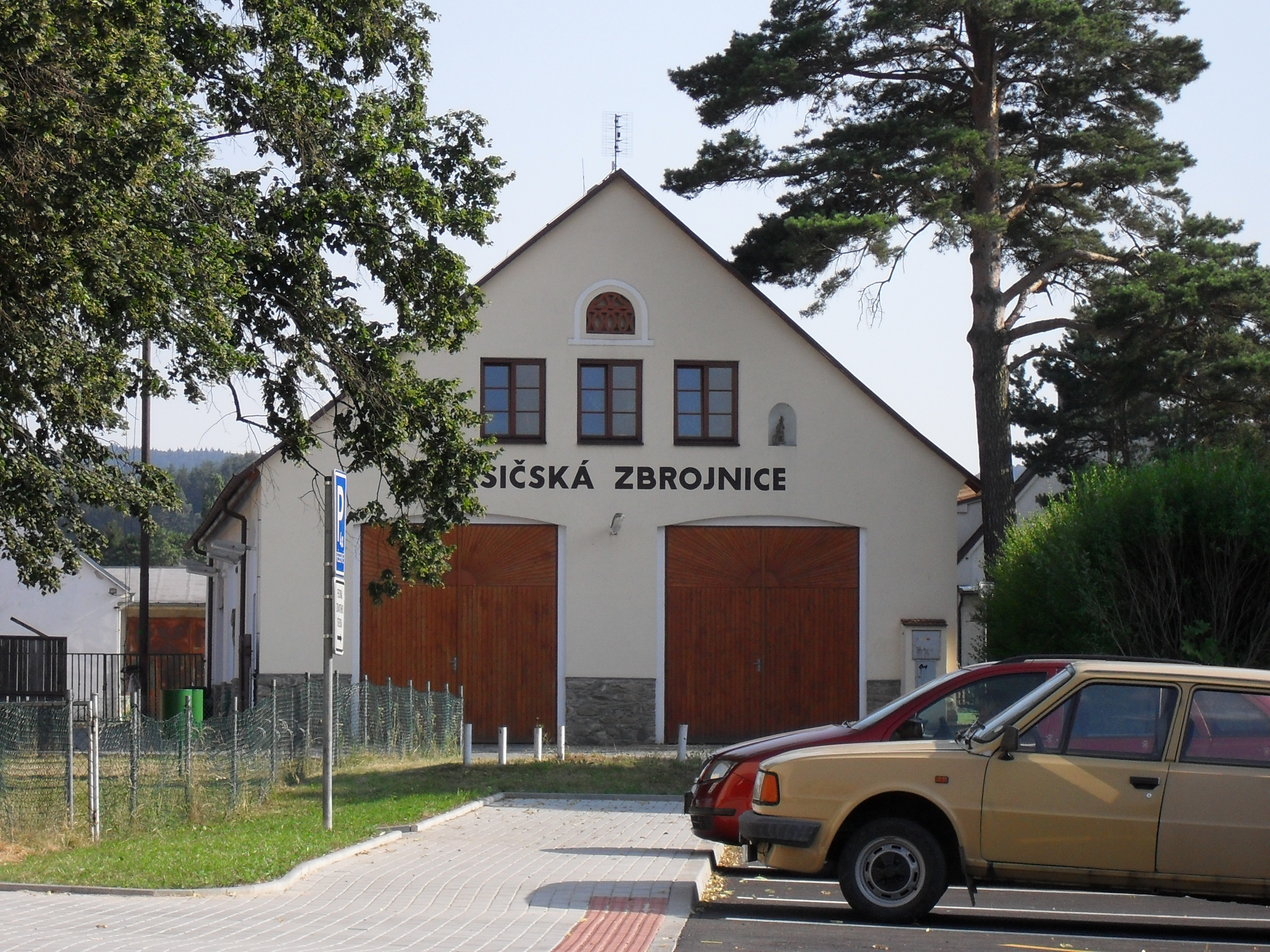
Hasičská zbrojnice
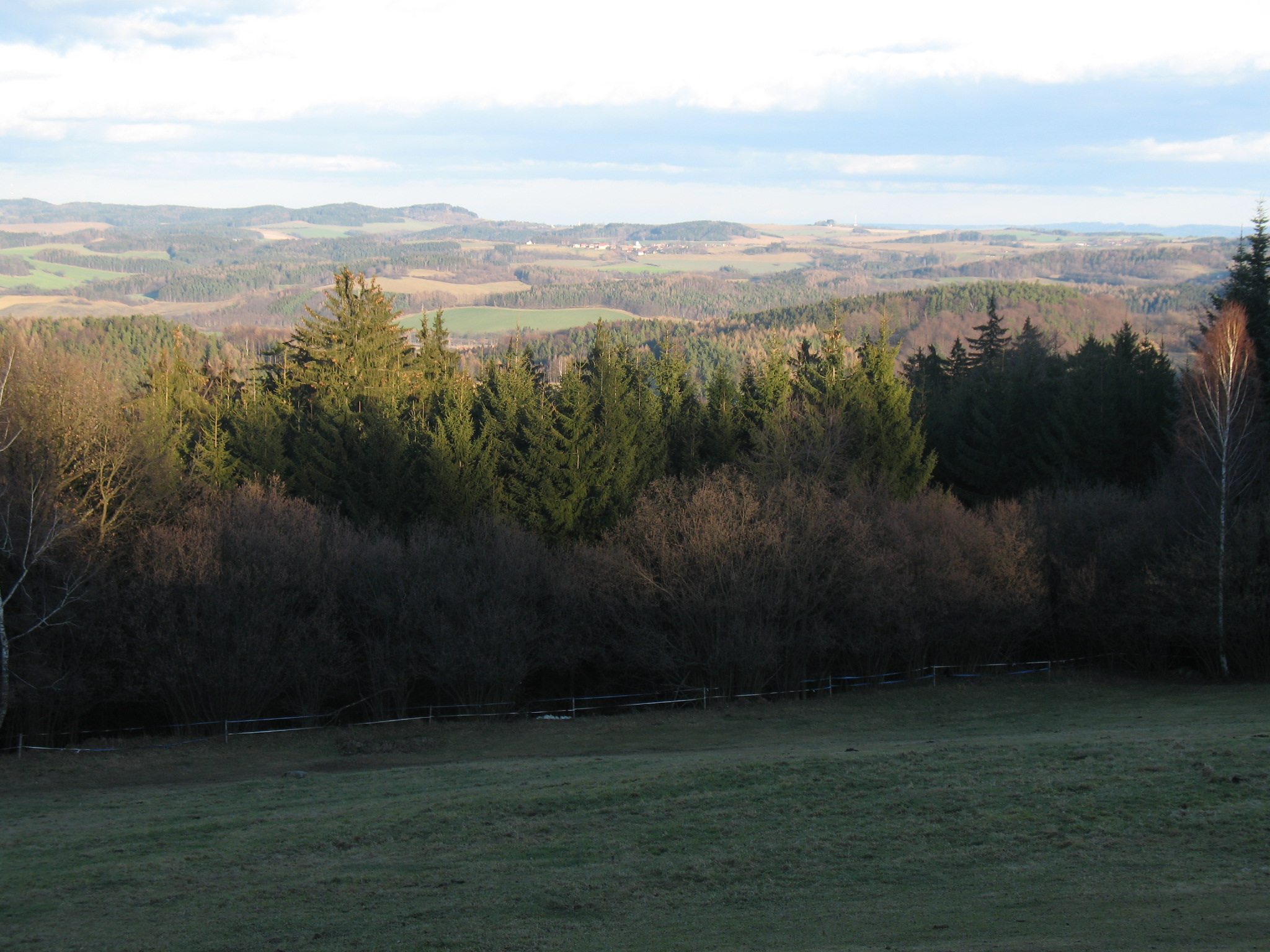
Údolí